# Dschamil al-Ulschi

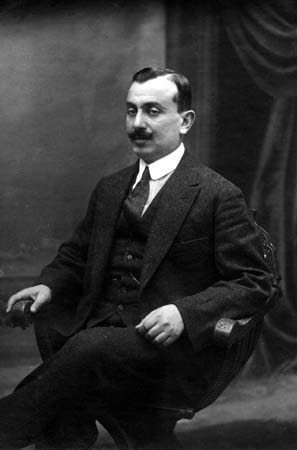
Dschamil al-Ulschi

Dschamil al-Ulschi; arabisch جميل الألشي; (* 17. Januar 1883 in Damaskus, Osmanisches Reich; † 25. März 1951 ebenda) war ein syrischer Politiker.

## Leben
Dschamil al-Ulschi war vom 6. September bis zum 30. November 1920 sowie von 10. Januar bis zum 25. März 1943 syrischer Ministerpräsident während der französischen Mandatszeit. Zudem war er vom 17. Januar bis zum 25. März 1943 Präsident der Syrischen Republik.